# Iwan Alexandrowitsch Chudjakow
Iwan Alexandrowitsch Chudjakow (russisch Иван Алекса́ндрович Худяков), (* 1. Januarjul. / 13. Januar 1842greg. in Kurgan; † 19. Septemberjul. / 1. Oktober 1876greg. in Irkutsk) war ein russischer Revolutionär, Folklorist und Ethnograph. Sein Hauptwerk bestand in der Sammlung russischer Märchen und Volkslieder.

## Leben
Chudjakow wurde als Sohn des Lehrers Alexander Gawrilowitsch Chudjakow geboren. Er besuchte das Tobolsker Gymnasium und studierte anschließend ab 1858 Geschichte und Philologie in Kasan. Bereits im Jahr darauf wechselte er an die Moskauer Universität.
Im Jahre 1860 veröffentlichte er die „Sammlung großer russischer volkshistorischer Lieder“ und nach seiner Exmatrikulation 1861 in den Jahren 1861–1862 seine „Sammlung großer russischer Märchen“. Er zog nun nach St. Petersburg, wo er Leonilla Alexandrowna Lebedewa ehelichte. Er schrieb u. a. 1865 ein Lesebuch für Anfänger und kam damit wiederholt mit der zaristischen Zensur in Konflikt, nachdem bereits sein Versuch, die Zeitschrift „Märchenhafte Welt“ (russisch Сказочный мир) in Russland zu verlegen, verboten worden war. Aufhänger für die Zensur waren populärwissenschaftliche Artikel wie „Warum der Donner donnert“.
Im Herbst 1865 reiste Chudjakow nach Genf, wo er Verbindung mit Alexander Iwanowitsch Herzen und Nikolai Platonowitsch Ogarjow aufnahm. Chudjakow war Mitglied der Ischutin-Gesellschaft des Sozialrevolutionärs Nikolai Andrejewitsch Ischutin und wurde am 7. April 1866 im Zusammenhang mit dem Attentat Dmitri Karasokows verhaftet und vor Gericht gestellt. Chudjakow wurde nach Sibirien verbannt und traf schließlich am 22. Februar 1867 in seinem Verbannungsort Werchojansk ein. Bis 1874 studierte er in Werchojansk die Sprache, Folklore und Ethnographie der Jakuten und verfasste ein Jakutisch-Russisches Wörterbuch.
Chudjakow wurde geisteskrank und am 17. Juli 1875 wurde er schließlich in die Irkutsker Psychiatrie gebracht, wo er starb. Er wurde in Irkutsk auf dem Jerusalemer Friedhof in einem Armengrab beerdigt.

## Werke
- Сборник великорусских народных исторических песен (Sammlung von traditionellen großrussischen historischen Liedern), Moskau 1860
- Сборник великорусских сказок (Sammlung großer russischer Geschichten), Bd. 1: Moskau 1861; Bd. 2 und 3: Moskau 1862
- Основной элемент народных сказок (Das grundlegende Element der traditionellen Geschichten), Biblioteka dlja Tschtenia, 1863
- Русская женщина в допетровской России (Die russische Frau in Russland vor Peter dem Großen), Modny-Magazin, 1863
- Рассказы о старинных людях (Geschichten über alte Menschen). Bde. 1–4. St. Petersburg 1864–65
- По поводу двух выпусков песен Киреевского (Über zwei Bände der Kireevsky-Lieder), Moskowskije Wedomosti, 1864
- Самоучитель для начинающих обучаться грамоте (Autodidaktisch Schreibenlernen für Anfänger), St. Petersburg 1865
- Слово св. Игнатия для истинных христиан (Das Wort des heiligen Ignatius für die wahren Christen). Genf 1865
- Рассказы о великих людях средних и новых времен (Geschichten über die großen Männer des Mittelalters und der Neuzeit), 1866
- Древняя Русь. (Die alte Rus’), St. Petersburg 1867
- Опыт автобиографии (Versuch einer Autobiographie), Genf 1882
- Верхоянский сборник (Sammlung von Werchojansk), in: Mitteilungen der Abteilung für Ostsibirien der Russischen Gesellschaft für Ethnographie, H. 1. Bd. 3, Irkutsk 1890
- Записки каракозовца (Notizen eines Karakosows), Moskau/Leningrad 1930